# Raorchestes griet
Raorchestes griet é uma espécie de anfíbio da família Rhacophoridae. A espécie foi proposta como "Philautus sp. nov. Munnar 2", sendo formalmente descrita em 2002. A espécie foi recombinada em 2009 para Pseudophilautus griet e para Raorchestes griet em 2010.
É endémica da Índia, onde pode ser encontrado nos Gates Ocidentais ao sul de Palghat Gap em Kerala (Devikulam, Munnar e Vagaman) e Tamil Nadu (Valparai). Os seus habitats naturais são: regiões subtropicais ou tropicais húmidas de alta altitude, plantações e florestas secundárias altamente degradadas. Está ameaçada por perda de habitat.